# Иван Иванов (футболист, р. 1988)
Вижте пояснителната страница за други личности с името Иван Иванов.
Иван Каменов Иванов (роден на 25 февруари 1988 г. в Златица) е бивш български футболист, защитник. Избран за Футболист № 1 на България за 2013 г.

## Биография
Роден е на 25 февруари 1988 г. в град Златица. Юноша е на Пирин (Благоевград).
Състезател е на ЦСКА от зимата на 2004 г. Предишен отбор Македонска слава (Пирин 1922). Шампион на България за сезон 2004/2005 г. и носител на Купата на България за 2006 г. През сезон 2007 – 2008 г. играе под наем в Локомотив Пловдив. От лятото на 2008 г. е отново играч на ЦСКА. Носител на Суперкупата на България за 2008 г. с ЦСКА. Дебютира в мъжкия национален отбор на България на 11 октомври 2008 г. в квалификационната среща за световно първенство срещу Италия в София. През януари 2009 година бе пожелан от английския Лестър, които предлагат за талантливия защитник над 2 000 000 евро. През есента на 2008 година бе трансферна цел на Андерлехт, но предложената от белгийците сума от порядъка на 1 500 000 евро се стори малка на ръководството на ЦСКА.
В младежкия национален отбор до 21 г., на който за известно време е капитан, има 11 мача и 1 гол, който вкарва в мача срещу Израел на 10 юни 2009 година, но не е достатъчен, за да вземем точката на гостите и мача завършва 3:4.
Има записани 16 мача (2 гола) за мъжкия национален отбор на България (април 2011), като първият му двубой е в контрола срещу Босна и Херцеговина.
Обявява раздялата си с футбола на 22 май 2020 г. чрез социалните мрежи.

## Статистика по сезони
| Сезон     | Отбор               | Първенство | Мачове | Голове |
| --------- | ------------------- | ---------- | ------ | ------ |
| 2004/2005 | ЦСКА (София)        | А група    | 1      | 0      |
| 2005/2006 | ЦСКА (София)        | А група    | 6      | 0      |
| 2006/2007 | ЦСКА (София)        | А група    | 6      | 0      |
| 2007/2008 | Локомотив (Пловдив) | А група    | 24     | 0      |
| 2008/2009 | ЦСКА (София)        | А група    | 30     | 0      |

## Успехи

### Клубни
ЦСКА София
- Шампион на България (1) 2004/2005

- Купа на България (1) – 2006
- Суперкупа на България (2) – 2006, 2008

Партизан
- Сръбска суперлига (2) – 2011, 2012

Базел
- Шампион на Швейцария (2) – 2014, 2015

### Индивидуални
- Най-добър играч на Партизан за 2012 г.
- Най-добър играч в Сръбската Суперлига за 2012 г.
- Футболист №1 на България за 2013 г.